# Chantal Maillard
Chantal Maillard (Bruselas, 1951) es una poeta y filósofa española nacida en Bélgica, Premio Nacional de Poesía (2004) y Premio de la Crítica (2007).

## Biografía
Chantal Maillard nació en Bruselas (Bélgica) en el año 1951. Reside en Málaga desde 1963. En 1969 renuncia a la nacionalidad belga y adopta la española.
Después de doctorarse en Filosofía, en otoño de 1987, marcha por primera vez a India, con una beca del Ministerio de Exterior; se especializa en Filosofías y Religiones de India en la Banaras Hindu University (Benarés). Su dedicación a la cultura de este país se refleja en los numerosos escritos (diarios, ensayos,  poesía y crítica) reunidos en el volumen India (Pre-Textos, 2014).
Ha sido profesora titular de Estética y Teoría de las Artes en la Universidad de Málaga, donde impulsó los estudios de Filosofía y Estética Comparadas. En el 2000 quedó interrumpida su vida docente por las secuelas de una grave enfermedad. A partir de entonces pasa temporadas en Barcelona y se dedica plenamente a la escritura.
Es autora de numerosos libros de poemas, ensayos y obras híbridas. Le fue concedido el Premio Nacional de Poesía (España) en 2004 por su obra Matar a Platón y, en 2007, el Premio de la Crítica de poesía castellana, así como el Premio Andalucía de la Crítica, por Hilos y el Premio Leteo 2023 por su trayectoria. 
Desde 1998, ha colaborado con críticas de filosofía, estética y pensamiento oriental en los suplementos culturales de los principales diarios de la prensa española, el ABC y El País. Ha traducido y editado al escritor francés Henri Michaux y difundido el pensamiento de India mediante diversas publicaciones.
Los trasvases entre su obra ensayística y poética son múltiples. Uno de sus temas principales, la observación de los procesos mentales, apuntado ya desde muy temprano en su producción ensayística y en la prosa de sus primeros diarios, Filosofía en los días críticos, se consolida en Diarios indios, Husos. Notas al margen y Bélgica, hasta indagar los límites del lenguaje en los poemas de Hilos. En La mujer de pie  y La compasión difícil, en los que apuesta plenamente por la hibridez de género, indaga en la complejidad de las emociones para procurarnos otro modo de comprender temas tan polémicos como la violencia, el suicidio, la maternidad, el daño infligido, la culpa, el sufrimiento, o la posibilidad de compadecer.
Ha puesto en escena varias de sus obras e intervenido en proyectos interdisciplinares con artistas nacionales e internacionales, tanto de las artes plásticas como del ámbito escénico, cinematográfico y musical.

## Obra

### Poesía[8]
- "Poesía completa 1988-2022", Tusquets, 2024.
- "Lo que el pájaro bebe en la fuente y no es el agua" Poesía Reunida 2004-2020, Barcelona: Galaxia Gutenberg, 2022.
- "Medea". Barcelona: Tusquets, 2020.
- "Daniel. Voces en duelo". Chantal Maillard y Piedad Bonnett. España-México: Editorial Vaso Roto, 2020.
- "Obra poética. Audio-libro. Tusquets, 2018.
- Cual menguando. Barcelona: Tusquets, 2018.
- Matar a Platón. Barcelona: Tusquets, 2004. Premio Nacional de Poesía 2004.[3]
  - [pl]:Zabić Platona. trad. de Przełożył Paweł Orzeł, Polonia: Editorial Lokator, 2024.
  - [pl]:Killing Plato. trad. de Yvette Siegert, New York: New Directions, Pamphlet Series, 2019. Finalista del PEN Poetry in Translation Award.
  - [do]: Platon töten, trad. Elisabeth Seifer de Matar a Platón, Zúrich, Teamart, 2006.
  - [ne]:Plato doden, trad. Bart Vonck de Matar a Platón, Leuven (Belgique), P, 2006.
  - [it]:Amazzare Platone, trad. Gabriele Blundo de Matar a Platón, Rome, Elliot, 2013.
  - [braille]: disponible en la ONCE*
- Hilos, 2007. Premio Nacional de la Crítica 2007 y Premio Andalucía de la Crítica 2008.[9]
  - [ne]:Draden gevold door Wat, trad. Bart Vonck de Hilos, Leuven (Belgique), P, 2014.
  - [fr]:Fils, trad. Pierre-Yves Soucy, Le Cormier, 2016.
  - [braille]: disponible en la ONCE
- La herida en la lengua. Barcelona: Tusquets 2015[10]
  - [braille]: disponible en la ONCE
- Hainuwele y otros poemas. Barcelona: Tusquets, 2009
  - [braille]: disponible en la ONCE
- En un principio era el hambre. Antología esencial. Madrid-México: Fondo de Cultura Económica 2015[11]
- Cual. DVD. Contiene lectura de "Hilos" y un corto interpretado por la autora. Málaga: Centro de la Generación del 27, 2009.
- La tierra prometida. Barcelona: Milrazones, 2009
- Lógica borrosa. Málaga: Miguel Gómez Ediciones, 2002.
- Conjuros. Madrid: Huerga y Fierro. Editores, S.L., 2001.
- Poemas a mi muerte. Madrid: La Palma, 1993. Premio Ciudad de Santa Cruz de la Palma 1993
- Hainuwele. Córdoba: Ayuntamiento de Córdoba, 1990. Premio Ciudad de Córdoba «Ricardo Molina» 1990
- La otra orilla. Coria del Río: Qüásyeditorial, 1990. Premio Juan Sierra 1990
- Balbuceos. Málaga: Árbol de Poe, (cuadernillo) 2012
- Polvo de avispas. Málaga: Árbol de Poe, (cuadernillo) 2011
- Semillas para un cuerpo (en colaboración con Jesús Aguado). Soria: Diputación Provincial de Soria, 1988. Premio Leonor 1987

### Prosa
- La compasión difícil. Barcelona: Galaxia Gutenberg, 2019[12][13]
  - [do]: Mitfühlung mit Medea. Trad. de Richard Steurer-Boulard, Berlín: Turia + Kant, 2024.
- La arena entre los dedos. Diarios reunidos. Valencia: Editorial Pre-Textos, 2020.
- La mujer de pie. Barcelona: Galaxia Gutenberg, 2015.
- India. Obra reunida. Valencia: Editorial Pre-Textos, 2014.[14]
- Bélgica. Valencia: Editorial Pre-Textos, 2011.
- Adiós a la India. Málaga: Puerta del Mar, 2009.[15]
- Husos. Notas al margen. Valencia: Editorial Pre-Textos, 2006.
- Diarios indios. Valencia: Editorial Pre-Textos, 2005.
- Filosofía en los días críticos. Valencia: Editorial Pre-Textos, 2001

### Ensayo
- Decir los márgenes. Conversaciones con Muriel Chazalon Editorial Galaxia Gutenberg, 2024. ISBN: 9788419738691.
- La ira. Para una deconstrucción de los mitos patriarcales indoeuropeos. España-México: Editorial Vaso Roto, 2024.
- Las venas del dragón. Editorial Galaxia Gutenberg, 2021. ISBN: 978-84-18807-12-1[16]
- ¿Es posible un mundo sin violencia?. España-México: Editorial Vaso Roto, 2018.[17]
- La razón estética. Barcelona: Editorial Galaxia Gutenberg, 2017.
- India. Obra reunida. Valencia: Editorial Pre-Textos, 2014.
- La baba del caracol. España-México: Editorial Vaso Roto, 2014.
- Contra el arte y otras imposturas. Valencia: Editorial Pre-Textos, 2009.
- En la traza. Pequeña zoología poemática / In the Tracing. Small Poetic Zoology. Edición bilingüe. Barcelona: Centro de Cultura Contemporánea 2008.
  - [en]: In the Tracing. Small Poetic Zoology. Center of Contemporary Culture of Barcelona, 2008.
- Rasa. El placer estético en la tradición india. Benarés: Indica Books, 1999 y Palma de Mallorca: Olañeta, 2007.[18]
- La razón estética. Barcelona: Laertes, 1998.
- La sabiduría como estética. China: confucianismo, budismo y taoísmo. Madrid: Akal, 1995.
- La creación por la metáfora. Introducción a la razón poética. Barcelona: Anthropos, 1992.[19]
- El monte Lu en lluvia y niebla. María Zambrano y lo divino. Málaga: Diputación Provincial de Málaga, 1990.

### Coordinaciones y traducciones
- Henri Michaux: Escritos sobre pintura. Madrid, México: Editorial Vaso Roto 2018.
- Henri Michaux: Retrato de los meidosems. Valencia: Editorial Pre-Textos 2008.
- El árbol de la vida. La naturaleza en el arte y las tradiciones de la India. Barcelona: Kairós, 2001.
- Henri Michaux: Escritos sobre pintura. Murcia: Colegio de Arquitectos y Aparejadores, 2000.
- Estética y Hermenéutica. Chantal Maillard y Luis de Santiago Guervós (eds.). Málaga: Contrastes. Revista Interdisciplinar de Filosofía, 1999.

### Obras disponibles en braille en la ONCE
- Matar a Platón.
- Hilos.
- Hainuwele y otros poemas.
- La herida en la lengua.
- Husos.

### Últimas obras escenografiadas
- Medea. Teatro de la Abadía, Madrid, 2022
- Matar a Platón en Concierto.  Con Chefa Alonso (viento y percusión) y Barbara Meyer (violoncelo). Madrid: Teatro Español, 2011 y Palma de Mallorca: Museo Es Baluart, 2013. Con Chefa Alonso y Jorge Frías (contrabajo. Málaga: Centro de la Generación del 27, 2015. Bilbao: Biblioteca Bidebarrieta, 2015. Santander: Fundación Botín, 2016. Córdoba [Teatro Góngora], 2016. Alcobendas (Madrid): Teatro Auditorio, 2016. Santiago de Compostela: Teatro Principal, 2018. Barcelona: La Caldera, Les Corts, 2019.
- Diarios Indios en Escena. Con el cineasta David Varela. Madrid: Teatro Pradillo, 2014. San Sebastián: Teatro Victoria Eugenia, 2014. Málaga: Centro Generación del 27, 2015.

### Últimas colaboraciones con otras artes
- Y si enemigo no hubiese. Dónde mueren los pájaros III. Colaboración con el artista plástico David Escalona, Hospital Real de Granada, 2017.
- Si una mujer viniera. Dónde mueren los pájaros II. Colaboración con el artista plástico David Escalona, Instituto Cervantes, Nueva Delhi, 2017.
- Dónde mueren los pájaros I. Colaboración con el artista plástico David Escalona, Galería Isabel Hurley, Málaga 2014.
- Cual. Breve film patrocinado por el Centro de la Generación del 27 y rodado en super 8 por Gerardo Ballesteros, Málaga 2010.
- MUR XL. Intervención permanente en el muro del cementerio de Ixelles (Bruselas).  Colaboración con el artista plástico Emilio López Menchero, 2008.
- Q. Representado con la We Dance Company en el Festival Internacional de Poesía 2005 de Berlín.

## Premios
- Premio Leonor 1987
- Ciudad de Córdoba «Ricardo Molina» 1990
- Premio Juan Sierra 1990
- Ciudad de Santa Cruz de la Palma 1993
- Premio Nacional de Poesía 2004.[20]
- Premio Nacional de la Crítica 2007.[21]
- Premio Andalucía de la Crítica 2008.[22]
- Premio Leteo 2023